# Fiat 2404
Le trolleybus Fiat 2404 est un modèle conçu et fabriqué par le constructeur italien FIAT Bus en Italie et mis en service à partir de 1956. Il repose sur la caisse de l'autobus Fiat 404.

## Histoire
En complément des modèles de trolleybus très célèbres Fiat 2401 et 2411, Fiat a développé un trolleybus «standardisé» d'une longueur de 8,50 m. Le constructeur italien avait prévu de produire des trolleybus avec une carrosserie CaNSA, mais pour une raison que l'on ignore, ce modèle n'a jamais été fabriqué avec cette carrosserie. Comme cela était la règle pour les autobus et autocars, ce modèle a été commercialisé sous forme de châssis avec un équipement électrique du choix de l'utilisateur et des carrosseries réalisées sur mesure par les sociétés Dalla Via, Menarini et Varesina.
Ce trolleybus Fiat 2404 de 8,5 mètres de long a été produit, selon les numéros de châssis, en 18 exemplaires, entre 1956 et 1962. Il a été conçu et réalisé pour servir dans des centres-villes où les rues offrent une configuration particulière telle que les trolleybus de taille normale de 11 mètres ne pouvaient circuler aisément d'où la nécessité de disposer d'un modèle de longueur inférieure. 
Selon les archives des différentes ATM italiennes, seules trois villes ont compté ce modèle dans leur parc :
- Ferrare : 
  - 2 exemplaires de 1956 avec une carrosserie Menarini et un équipement électrique Tecnomasio,
  - 2 exemplaires de 1957 avec une carrosserie Varesina et un équipement électrique Tecnomasio,
  - 6 exemplaires de 1962 avec une carrosserie Menarini et un équipement électrique Tecnomasio,
- Pérouse 500V CC : 2 exemplaires de 1962 avec une carrosserie Menarini et un équipement électrique CGE 500V C.C.,
- Vicence : 6 exemplaires de 1957 avec carrosserie Dalla Via et un équipement électrique Marelli.

## Caractéristiques
Ce trolleybus avait une longueur totale de 8,50 mètres et comportait, comme cela était de règle en Italie, le volant à droite bien que la conduite soit à droite. Équipé de 2 portes latérales, il était fabriqué par la division Bus du groupe Fiat SpA et livré aux utilisateurs dans la teinte normalisée, vert bi-ton. La gamme Fiat a souvent été carrossée par les spécialistes de l'époque comme "CaNSA" de Novara, Dalla Via de Schio, Menarini de Bologne, Vzaresina de Varese ou Viberti de Turin. Dans le cas du Fiat 2404, vu sa faible diffusion, seuls 3 carrossiers ont utilisé ce châssis. Il a monté des équipements de propulsion électrique italiens produits par la Compagnia Generale di Elettricità, Marelli ou Tecnomasio.
Le Fiat 2404 CaNSA a été l'un des trolleybus les moins diffusés en Italie et n'a jamais été exporté. Les plus récents n'ont été radiés du service actif qu'en 1987. Un seul exemplaire a été conservé, il est au Musée National des Transports Italiens.
Sa capacité de transport était de 19 passagers assis et 51 debout pour un total maximal de 72 passagers plus un receveur.